# Winter in America
Az 1974-es Winter in America Gil Scott-Heron és Brian Jackson nagylemeze. A dalszövegek a kor afroamerikai kultúráját mutatják be. Az Egyesült Államokban csak limitált példányszámban jelent meg, de ennek ellenére is kereskedelmi sikernek számított. A Billboard Jazz Albums listán a 6. helyig jutott. Szerepel az 1001 lemez, amit hallanod kell, mielőtt meghalsz című könyvben.

## Az album dalai
| 1. | Peace Go with You, Brother (As-Salaam-Alaikum) | Gil Scott-Heron, Brian Jackson | 5:27 |
| 2. | Rivers of My Fathers                           | Scott-Heron, Jackson           | 8:19 |
| 3. | A Very Precious Time                           | Scott-Heron, Jackson           | 5:17 |
| 4. | Back Home                                      | Scott-Heron, Jackson           | 2:51 |

| 1. | The Bottle                                    | Scott-Heron          | 5:14 |
| 2. | Song for Bobby Smith                          | Scott-Heron          | 4:38 |
| 3. | Your Daddy Loves You                          | Scott-Heron          | 3:25 |
| 4. | H²Ogate Blues                                 | Scott-Heron          | 8:08 |
| 5. | Peace Go with You Brother (Wa-Alaikum-Salaam) | Scott-Heron, Jackson | 1:10 |

## Közreműködők
- Gil Scott-Heron – ének, elektromos zongora
- Brian Jackson – elektromos zongora, akusztikus zongora, duvola, vokál
- Danny Bowens – fender basszusgitár
- Bob Adams – traps

## Fordítás
Ez a szócikk részben vagy egészben a Winter in America című angol Wikipédia-szócikk ezen változatának fordításán alapul.  Az eredeti cikk szerkesztőit annak laptörténete sorolja fel. Ez a jelzés csupán a megfogalmazás eredetét és a szerzői jogokat jelzi, nem szolgál a cikkben szereplő információk forrásmegjelöléseként.